# أحمد بن عمر الحازمي
هو الشيخ أحمد بن عمر بن مساعد الحازمي من مكة، أحد العلماء المشهود لهم بالرسوخ في العلم، درس على الشيخ محمد علي آدم الأثيوبي وغيره من أهل العلم عشرين سنة بدار الحديث بمكة المكرمة.

## طلبه للعلم
- أتم شهادة البكالوريوس من جامعة أم القرى تخصص كتاب وسنة.
- بعد أن تخرج من جامعة أم القرى، لم يشغل أي وظيفة حكومية أو خاصة أبدا ليتفرغ لطلب العلم، إلا في الفترة الأخيرة عندما أصبح إماما وخطيبا لجامع بدر الكائن في حي الزاهر في مكة.

## شيوخه
درس على كثير من العلماء منهم:
- من أكثرهم الشيخ محمد الخضر الشنقيطي وكان يدرس عليه ألفية ابن مالك في اليوم درسان، بعد الفجر وبعد العشاء.
- الشيخ سيدي الحبيب الشنقيطي في الأصول.
- الشيخ محمد علي آدم الأثيوبي.
- الشيخ محمد أمين الهرري، ومن عجيب حاله أنه درس متن الآجرومية على الشيخ محمد أمين الهرري أكثر من مره، وهذا بعد ضبطه الألفية، ولكنه كان حريصا على درس الشيخ كثيرا، وكان درسه بعد الفجر.
- كذلك درس علم المنطق، على أحد أعلام هذا الفن، والشيخ لا يرغب في ذكر اسم الشيخ لأنه لم يكن على منهج السلف في العقيدة، والشيخ يمنع أن يدرس طالب العلم غير المؤصل تأصيلا علميا قويا في العقيدة لدى من كان منهجه على غير منهج أهل السنة والجماعة، وكان يدرس معه في المسجد الحرام تحت الدرج الكائن جهة باب العمرة.
- الشيخ محمد عثمان، علم الصرف وهو الذي كان يدرس علم الصرف في دار الحديث وهو من أعلام هذا العلم.
- الشيخ يحي صاحب المجلس المعروف بالحرم المكي العقيدة.
- الشيخ وصي الله عباس بالحرم كذلك مصطلح الحديث.
- الشيخ عبد الرحمن العجلان بالحرم المكي،
- الشيخ أحمد بن حميد.
- الشيخ عبد الكريم الخضير أول ما بدأ التدريس في مسجد شيخ الأرض.

## طلبه للعلم
كان يسمع شروحات الشيخ ابن عثيمين وغيره من أهل العلم كثيرا، وكان يُوصي بالاستماع إليها، ويقول إن الاستماع للأشرطة من الأمور اللي يقصر فيها كثير من طلبة العلم وفيها خير كثير.

والشيخ حافظ للقرآن الكريم، ويحفظ حوالي عشر ألفيات في شتى الفنون، ويحفظ جل المتون العلمية التي بين أيدينا، فمما يحفظ:
1. ألفية ابن مالك في النحو والصرف.
2. مراقي السعود في أصول الفقه.
3. الكوكب الساطع في أصول الفقه.
4. عقود الجمان في البلاغة.
5. نظم الشافية للنيساري في الصرف.
6. ألفية السيوطي في مصطلح الحديث.
7. ألفية السيوطي في النحو.
8. متن مختصر التحرير في أصول الفقه.
9. زاد المستقنع في الفقه الحنبلي.
10. مختصرات العقيدة المشهورة.
11. بلوغ المرام من أدلة الأحكام وعمدة الأحكام وغيرهما.

## تدريسه
- له شروحات على كثير من المتون العلمية، منها: السلم المنورق في المنطق ونظم الورقات للعمريطي والأصول الثلاثة وكشف الشبهات وكتاب التوحيد والقواعد الأربع والعقيدة الواسطية ومقدمة ابن أبي زيد القيرواني ونظم قواعد الإعراب وملحة الإعراب ونظم عبيد ربه والدرة اليتيمة وألفية ابن مالك وزاد المستقنع ومتن البناء للزنجاني ونظم الزمزمي في التفسير وقواعد الأصول ومعاقد الفصول ومختصر التحرير والكوكب الساطع.

وكلها مسجلة ومفرغة وهي موجودة على موقعه الرسمي 

## بعض فتاويه

### عدم الحكم بما أنزل الله
- سئل الشيخ الحازمى :«هل يحكم على من بدَّل حكم الله بالقوانين الوضعية بالكفر عينًا ؟» فأجاب بقوله: «نعم كفره عينًا ، ما في بأس ، الله كفره ما نحن قال : ﴿وَمَن لَّمْ يَحْكُم بِمَا أَنزَلَ اللّهُ فَأُوْلَـئِكَ هُمُ الْكَافِرُونَ﴾، ﴿فَلاَ وَرَبِّكَ لاَ يُؤْمِنُونَ حَتَّىَ يُحَكِّمُوكَ﴾ هذا نفي الإيمان من أصله ﴿لاَ يُؤْمِنُونَ حَتَّىَ يُحَكِّمُوكً﴾ ما حكموا الشرع كيف يكونوا مسلمون» ثم قال السائل «إذا حكم بغير ما أنزل الله فهل مسائله أو نسأله ما الذي حملك على هذا ، وهل أنت مستحلٌ ؟» فأجاب : «إذا حكم بغير ما أنزل الله فيما ذكرنا من الاستبدال أو سن قانون لا نسأله عمله الظاهر هو دليل باطنه ، وأما إذا كان في مسألة جزئية معينة حينئذٍ يرد السؤال لأنه محتمل ، وأما إذا جعله قانون عامًا أو بدّل شريعة بشريعة فهذا العمل دليلً على أنه قد طعن في شريعة الإسلام ، ولا نحتاج أن نسأله ، ما قصدك ، ما الذي تريد، ما بقي كفر انتفى الكفر لو أردنا أن نقيد انتفى الكفر ما بقي أحد.»[3]

## قالوا عنه

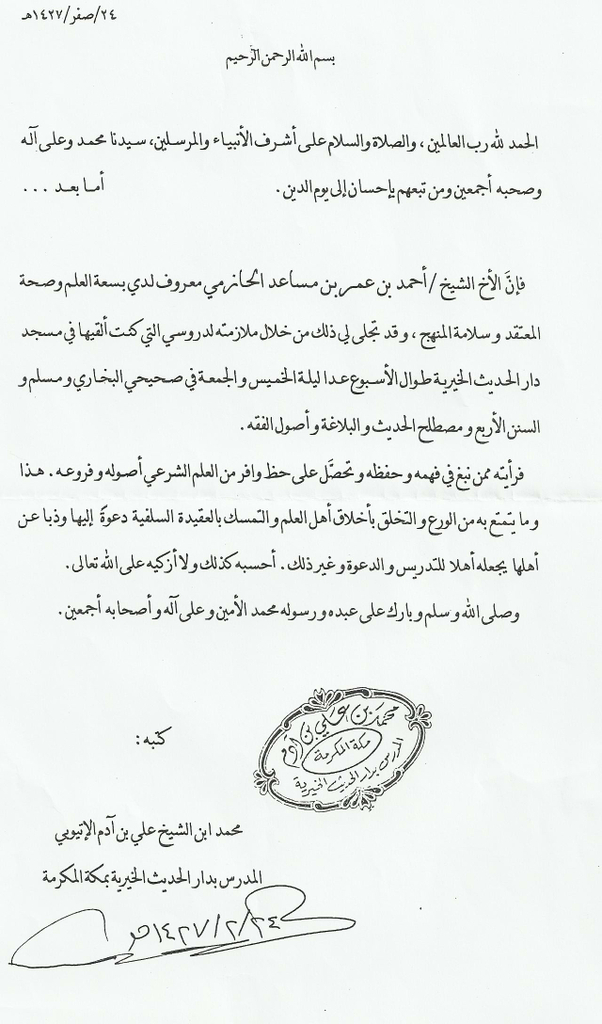
تزكية الشيخ محمد علي آدم للشيخ أحمد الحازمي

- قال الشيخ محمد بن الخضر الشنقيطي: هذا العلامة أحمد الحازمي، لازمني أكثر من سنتين، وقد أخذ كل علم الشناقطة وفاقنا في علم المنطق، حتى أننا أنا رغبنا أن يدرسنا المنطق، فامتنع
- قصة ذكرها الشيخ محمد الخضر في معرض الحديث عن الشيخ أحمد الحازمي، فقال:

ومن عجيب مواقف ابني أحمد أنه كان عندي مبلغ في البنك -وكان الشيخ محمد الخضر مقعد -، فطلبت من أحمد أن يدخل للبنك لسحب المبلغ من الصراف، فيقول الشيخ ولما نزل أحمد وقف عند بوابة البنك ولم يدخل، فعلمت أن في نفسه شيء فناديته، فقال لي يا شيخنا والله لا أرغب في دخول البنك لأنه ربوي، فسبحان الله العظيم.[بحاجة لمصدر]
- قال عنه الشيخ محمد علي آدم الأثيوبي: فإنَّ الأخ الشيخ/ أحمد بن عمر بن مساعد الحازمي معروف لدي بسعة العلم وصحة المعتقد وسلامة المنهج، وقد تجلى لي ذلك من خلال ملازمته لدروسي التي كنت ألقيها في مسجد دار الحديث الخيرية طوال الأسبوع عدا ليلة الخميس والجمعة في صحيح البخاري ومسلم والسنن الأربع ومصطلح الحديث والبلاغة وأصول الفقه. فرأيته ممن نبغ في فهمه وحفظه وتحصَّل على حظ وافر من العلم الشرعي أصوله وفروعه. هذا وما يتمتع به من الورع والتخلق بأخلاق أهل العلم والتمسك بالعقيدة السلفية دعوةً إليها وذبا عن أهلها يجعله أهلا للتدريس والدعوة وغير ذلك. أحسبه كذلك ولا أزكيه على الله تعالى.

## من منهجه في الطلب
- طلب العلم على طريقة إفراد العلوم وهي التفرد لكل علم حتى ينتهي منه ثم ينتقل إلى غيره، وذكر أنه كان يأخذ كل يوم درسين من الألفية، درس في الصباح وآخر في المساء، مع التفرغ لها حتى انتهت، وكان يقول: إذا كان طالب العلم متفرغا للعلم، فأفضل له أن يفرد كل فنا بشكل مستقل في المرحلة المتوسطة والمتقدمة، بعد أن يدرس ما يجب عليه دراسته وجوبا عينيا
- يقول بعض ملازميه: وكان لا يدرس في رمضان أبدا، ويقول رمضان للقرآن الكريم، ولكن شرفني الله بعد كثرة إلحاح عليه أن سمح لي بدرس في زاد المستقنع بعد صلاة التراويح، ولم يسمح لي بدروس علم الآلة في رمضان

وكان حريصا على طالب العلم أن يحفظ، وكان شديدا معي في ذلك، فكان يلزمني بحفظ متن زاد المستقنع، فكان يقول: إذا سمّعت شرحت، فكان يشرح من المتن قدر ما أسمع له
- كان الشيخ يقول لا تستعجل في الطلب، بل ركز وكرر، لأن غايتك في الطلب ليس التصدر وإنما التعبد لله برفع الجهل عن نفسك، ثم رفعه عن الآخرين، والمستعجل لابد وأن تكون نيته دخيلة لأنه يرغب الظهور والتصدر، وسيفوت الاثنين فلا التأصيل حصل ولا التصدر نال

ولكن الطالب الحق من يمشي على طريق الآكابر في الطلب وذلك عبر منهجية مرسومة في الذهن مخطوطة باليد واضحة المعالم.

## مقالات ذات صلة
- ابن تيمية
- عبد العزيز بن باز
- محمد بن عبد الوهاب
- أحمد بن حنبل
- محمد علي آدم الأثيوبي

## وصلات خارجية
- الموقع الرسمي للشيخ أحمد الحازمي
- كتب الشيخ أحمد الحازمي في المكتبة الشاملة
- صفحة الشيخ أحمد الحازمي على موقع طريق الإسلام
- صفحة الشيخ أحمد الحازمي على موقع الشبكة الإسلامية